# Dörfl (Gemeinde Hirschegg-Pack)
Dörfl ist eine Streusiedlung in der Weststeiermark in der Gemeinde Hirschegg-Pack im Bezirk Voitsberg, Steiermark.

## Ortsname
Der Ortsname leitet sich mittelhochdeutschen dörflîn der Verkleinerungsform des mittelhochdeutschen Begriffes dorf für bäuerliche Siedlung oder Dorf ab. Er bedeutet also so viel wie kleines Dorf.
Dörfl liegt im nördlichen Teil der Gemeinde Hirschegg-Pack, nordwestlich des Ortes Hirschegg, im östlichen Teil der Katastralgemeinde Hirschegg-Rein, auf einer Anhöhe zwischen der Teigitsch im Osten und dem Mittereggbach im Südwesten.

## Geschichte
Dörfl entstand als Kleinweiler im hochmittelalterlichen Rodungsgebiet und bestand großteils aus Einzelhöfen und Einödfluren. Die erste urkundliche Erwähnung des Ortes als Dörfl erfolgte 1923 im Ortsverzeichnis.
Die Einwohner von Dörfl gehörten bis 1848 zur Grundherrschaft von Hirschegg. Bis zum 12. Februar 1961 wurde der Ort elektrifiziert.

## Wirtschaft und Infrastruktur
Dörfl ist landwirtschaftlich geprägt.
Die Kinder des Ortes besuchen die Volksschule in Hirschegg.